# Parafia Niepokalanego Poczęcia Najświętszej Maryi Panny w Szczecinie
Parafia pod wezwaniem Niepokalanego Poczęcia Najświętszej Maryi Panny w Szczecinie – parafia rzymskokatolicka należąca do dekanatu Szczecin-Słoneczne, archidiecezji szczecińsko-kamieńskiej, metropolii szczecińsko-kamieńskiej. Została erygowana w 1987. Siedziba parafii mieści się w Szczecinie przy ulicy Srebrnej.